# Mon fre
Mon fre è un singolo del rapper italiano Shiva, pubblicato il 19 luglio 2019.

## Descrizione
Il singolo ha visto la partecipazione del rapper italiano Emis Killa.

## Tracce
1. Mon fre (feat. Emis Killa) – 3:44

## Classifiche
| Classifica (2019) | Posizione massima |
| ----------------- | ----------------- |
| Italia            | 24                |